# Somera viridifusca
Somera viridifusca är en fjärilsart som beskrevs av Walker 1855. Somera viridifusca ingår i släktet Somera och familjen tandspinnare. Inga underarter finns listade i Catalogue of Life.